# 新トマス主義
新トマス主義（しんとますしゅぎ、英: Neo-Thomism）は、19世紀後半にローマ教皇レオ13世の回勅『天使的博士・聖トマスアクィナスの精神に基づくキリスト教的哲学の復興』（エテルニ・パトリス）をきっかけに起きた、トマス・アクィナスの神学・哲学を現代に復活させる思想ないし運動をいう。広い意味でのトマス主義であるが、スコトゥス主義に対する狭義のトマス主義と区別する意味で新トマス主義ないし新スコラ主義と呼ばれることが多い。ネオ・トミズムとも。
カトリック信仰を前提とし、哲学を神学の下位におき、法と民主主義を遵守して生活することを旨とする。その影響は広汎で、学問の分野を問わず、世界各国にも及んでいる。代表的な論者にフランスのエティエンヌ・ジルソン、ジャック・マリタンがいる。人間の本性に即して理性的に社会制度の長所・問題点を検討するという自然法に基づく方法論は、シュライバーの『トマス以降のスコラ経済学』、クールマンの『トマスの法学における権利に関する法概念』、オットー・シリンクの『トマスの国家・社会教説』、リンヒャルトの『聖トマスの社会諸原理』などに結実している。
日本では、遠藤周作、田中耕太郎、星野英一らが影響を受けている。